# Rivière Stoke
Rivière Stoke är ett vattendrag i Kanada.   Det ligger i provinsen Québec, i den sydöstra delen av landet, 290 km öster om huvudstaden Ottawa.
Omgivningarna runt Rivière Stoke är en mosaik av jordbruksmark och naturlig växtlighet. Runt Rivière Stoke är det glesbefolkat, med 17 invånare per kvadratkilometer.